# Le Grau-du-Roi
Le Grau-du-Roi är en kommun i departementet Gard i regionen Occitanien i södra Frankrike. Kommunen ligger i kantonen Aigues-Mortes som tillhör arrondissementet Nîmes. År 2022 hade Le Grau-du-Roi 8 513 invånare.

## Befolkningsutveckling
Antalet invånare i kommunen Le Grau-du-Roi
Referens:INSEE